# Angus Macfadyen
Angus Macfadyen (Glasgow, 21 settembre 1963) è un attore britannico.

## Biografia
Macfadyen è nato a Glasgow ed è cresciuto in vari luoghi: Africa, Francia, Filippine e Singapore. Il padre era un medico dell'Organizzazione mondiale della sanità. Macfadyen frequenta l'Università di Edimburgo e la Central School of Speech and Drama a Londra. È famoso per aver interpretato Robert Bruce nel film Braveheart (1995) ed in Robert The Bruce (2019), oltre che Jeff Reinhart in Saw III (2006).

## Filmografia

### Attore

#### Cinema
- Braveheart - Cuore impavido (Braveheart), regia di Mel Gibson (1995)
- Snide and Prejudice, regia di Philippe Mora (1997)
- Warriors of Virtue, regia di Ronny Yu (1997)
- Spiriti ribelli (Still Breathing), regia di James Ford Robinson (1997)
- Lani Loa - The Passage, regia di Sherwood Hu (1998)
- The Brylcreem Boys, regia di Terence Ryan (1998)
- Il prezzo della libertà (Cradle Will Rock), regia di Tim Robbins (1999)
- Facade, regia di Carl Colpaert (1999)
- Titus, regia di Julie Taymor (1999)
- I sublimi segreti delle Ya-Ya sisters (Divine Secrets of the Ya-Ya Sisterhood), regia di Callie Khouri (2002)
- Equilibrium, regia di Kurt Wimmer (2002)
- Shooting Gallery, regia di Keoni Waxman (2005)
- The Pleasure Drivers, regia di Andrzej Sekuła (2005)
- Fatwa, regia di John Carter (2005)
- .45, regia di Gary Lennon (2006)
- The Virgin of Juarez, regia di Kevin James Dobson (2006)
- Saw III - L'enigma senza fine (Saw III), regia di Darren Lynn Bousman (2006)
- Redline, regia di Andy Cheng (2007)
- Saw IV, regia di Darren Lynn Bousman (2007)
- Saw V, regia di David Hackl (2008)
- Impulse - I sensi dell'inganno (Impulse), regia di Charles T. Kanganis (2008)
- Saw VI, regia di Kevin Greutert (2009)
- La mia vita è uno zoo (We Bought a Zoo), regia di Cameron Crowe (2011)
- Copperhead, regia di Ronald F. Maxwell (2013)
- Civiltà perduta (The Lost City of Z), regia di James Gray (2016)
- Robert the Bruce - Guerriero e re (Robert the Bruce), regia di Richard Gray (2019)
- Horizon: An American Saga - Capitolo 1 (Horizon: An American Saga - Chapter 1), regia di Kevin Costner (2024)

#### Televisione
- The Lost Language of Cranes, regia di Nigel Finch – film TV (1991)
- Soldier Soldier – serie TV, 5 episodi (1991)
- Takin' Over the Asylum – miniserie TV, 4 puntate (1994)
- Two Golden Balls – serie TV (1994)
- Liz, la diva dagli occhi viola (Liz: The Elizabeth Taylor Story), regia di Kevin Connor – film TV (1995)
- Rat Pack - Da Hollywood a Washington (The Rat Pack), regia di Rob Cohen – film TV (1998)
- Giasone e gli Argonauti (Jason and the Argonauts), regia di Nick Willing – film TV (2000)
- Miracles – serie TV, 13 episodi (2003)
- Spartaco - Il gladiatore (Spartacus), regia di Robert Dornhelm – film TV (2004)
- Profezia di un delitto (5ive Days to Midnight) – miniserie TV (2004)
- Blackbeard – serie TV (2006)
- Killer Wave, regia di Bruce McDonald – film TV (2007)
- Lie to Me – serie TV, episodio 2x12 (2010)
- Psych – serie TV, un episodio (2010)
- Criminal Minds – serie TV, episodi (2011)
- Chuck – serie TV, 4 episodi (2012) – Nicholas Quinn
- Turn: Washington's Spies – serie TV, 31 episodi (2014-2017)
- Strange Angel – serie TV, 5 episodi (2021)
- Superman & Lois – serie TV, 5 episodi (2021)
- Outlander – serie TV, 3 episodi (2023)

### Sceneggiatore
- Robert the Bruce - Guerriero e re (Robert the Bruce), regia di Richard Gray (2019)

## Doppiatori italiani
Nelle versioni in italiano delle opere in cui ha recitato, Angus Macfadyen è stato doppiato da:
- Massimo Lodolo in Facade, Equilibrium
- Riccardo Lombardo in 3022, Horizon: An American Saga - Capitolo 1
- Tonino Accolla in Braveheart - Cuore impavido
- Danilo De Girolamo in Profezia di un delitto
- Fabrizio Pucci in Saw III - L'enigma senza fine
- Pasquale Anselmo in Psych
- Massimo Bitossi in Criminal Minds
- Saverio Indrio in Chuck
- Francesco Bulckaen ne I sublimi segreti delle Ya-Ya sisters
- Francesco Pannofino ne Il prezzo della libertà
- Roberto Draghetti in Robert the Bruce - Guerriero e re
- Stefano Thermes in Civiltà perduta
- Gerolamo Alchieri in Superman & Lois